# Casar de Palomero
Casar de Palomero là một đô thị trong tỉnh Cáceres, Extremadura, Tây Ban Nha. Theo điều tra dân số 2005 (INE), đô thị này có dân số là 1343 người.
40°22′B 6°13′T / 40,367°B 6,217°T